# 장바티스트 베시에르
장바티스트 베시에르(프랑스어: Jean-Baptiste Bessières, 1768년 8월 6일~1813년 5월 1일)는 프랑스의 군인이다. 1804년부터 1813년까지 제국근위대 기병총감으로 재직했으며 1804년 프랑스 육군원수, 1809년 이스트라 공작으로 임명되었다.

## 생애

### 어린 시절
베시에르는 1768년 8월 6일 프랑스 남동부의 소도시 프레사크(Preyssac)에서 외과의사 마튀랭 베시에르(Mathurin Bessières)와 앙투아네트 르모지(Antoinette Lemozy)부부의 장남으로 태어났다. 15세에 카오르의 왕립 콜레주에서 공부를 시작한 그는 가업을 잇기 위해 몽펠리에의 의과대학에 진학했으나, 집안의 경제 사정이 악화되어 학업을 그만두고 아버지의 의원에서 조수로 일했다.
1792년 2월, 베시에르는 혁명정부의 주도로 조직된 새 왕실근위대의 근위병으로 선발되어 파리로 상경했다. 하지만 근위대가 4개월 만에 해체되어 파리의 국민위병 소속으로 편입되었다. 그는 8월 10일 사건 때 튈르리 궁을 탈출하는 귀족들을 돕다가 반혁명파로 몰려, 잠시 동안 숨어 지내야 했다.

### 프랑스 혁명전쟁기
11월 1일, 베시에르는 고향으로 내려가 피레네부대(Légion des Pyrénées)에 자원입대했고 이후 동피레네군(Armée des Pyrénées orientales)에 배속되었다. 그가 소속된 제 22엽기병연대는 불루 전투와 시에라네그라 전투, 피게레스 전투에서 많은 공훈을 세웠다.
에스파냐와의 전쟁이 마무리된 후, 22엽기병연대는 이탈리아 방면군(Armée d'Italie)으로 재배치되었다. 1796년 5월 30일, 보르게토 전투에서 베시에르의 활약을 눈여겨 본 이탈리아 방면군 사령관 나폴레옹은 그를 사령관 경호대(le corps des guides)의 지휘관으로 임명했다. 이 경호대는 훗날 제국근위대 엽기병대(chasseurs à cheval de la Garde impériale)의 모체가 되었다.
베시에르는 1798년 나폴레옹의 이집트 원정에도 경호대장으로 동행하여, 아부키르 전투에서 기병대장 조아킴 뮈라와 함께 용맹함을 보여 주었다. 1799년 8월 17일 나폴레옹이 이집트를 몰래 빠져나갈 때는 몇몇 측근들과 함께 나폴레옹을 수행했으며, 브뤼메르 18일 쿠데타 때에도 동행했다. 통령의 자리에 오른 나폴레옹은 베시에르를 새로 창설된 통령근위대(Garde des consuls)의 부대장으로 임명했다.
1800년 6월 14일, 베시에르는 마렝고 전투에서 프랑수아 에티엔 켈레르만 장군을 지원하여 결정적인 순간의 기병 돌격을 성공적으로 이끌어냈다. 그는 이 공적으로 인해 준장으로 진급했다.

### 나폴레옹 전쟁기
1804년 5월 19일, 나폴레옹은 베시에르를 원수로 임명하고 제국근위대의 기병총감 직을 맡겼다. 또한 1805년 2월 2일에는 그에게 레지옹 도뇌르 그랑에글을 수여했다. 베시에르는 소장으로 진급한 지 2년밖에 되지 않았고 그 때까지 사단(division)급 이상의 부대를 지휘해 본 적도 없었으므로, 그의 원수 임명에 불만을 품은 장군들도 있었다. 그러나 1805년 오스트리아 전쟁에서 베시에르는 제국근위대의 행정과 운용 전체를 담당했으며, 12월 2일 아우스터리츠 전투에서는 9000기의 근위기병대를 이끌고 러시아 근위대를 향해 돌격함으로써 그의 통솔력을 보여 주었다.
1808년 베시에르는 에스파냐 방면군(Armée d'Espagne) 제 2군단의 군단장으로 임명되어, 에스파냐 북부 지역을 장악하라는 명령을 받았다. 7월 14일, 그는 메디나데리오세코 전투에서 앙투안 드 라살 장군이 지휘하는 기병대를 활용하여 숫적 열세를 극복하고 승리를 거두었다. 이로써 에스파냐 북부 지역이 일시적으로 프랑스군의 통제 하에 들어왔으며 나폴레옹의 형 조제프 보나파르트가 마드리드에 입성하여 에스파냐의 왕좌에 앉을 수 있었다.

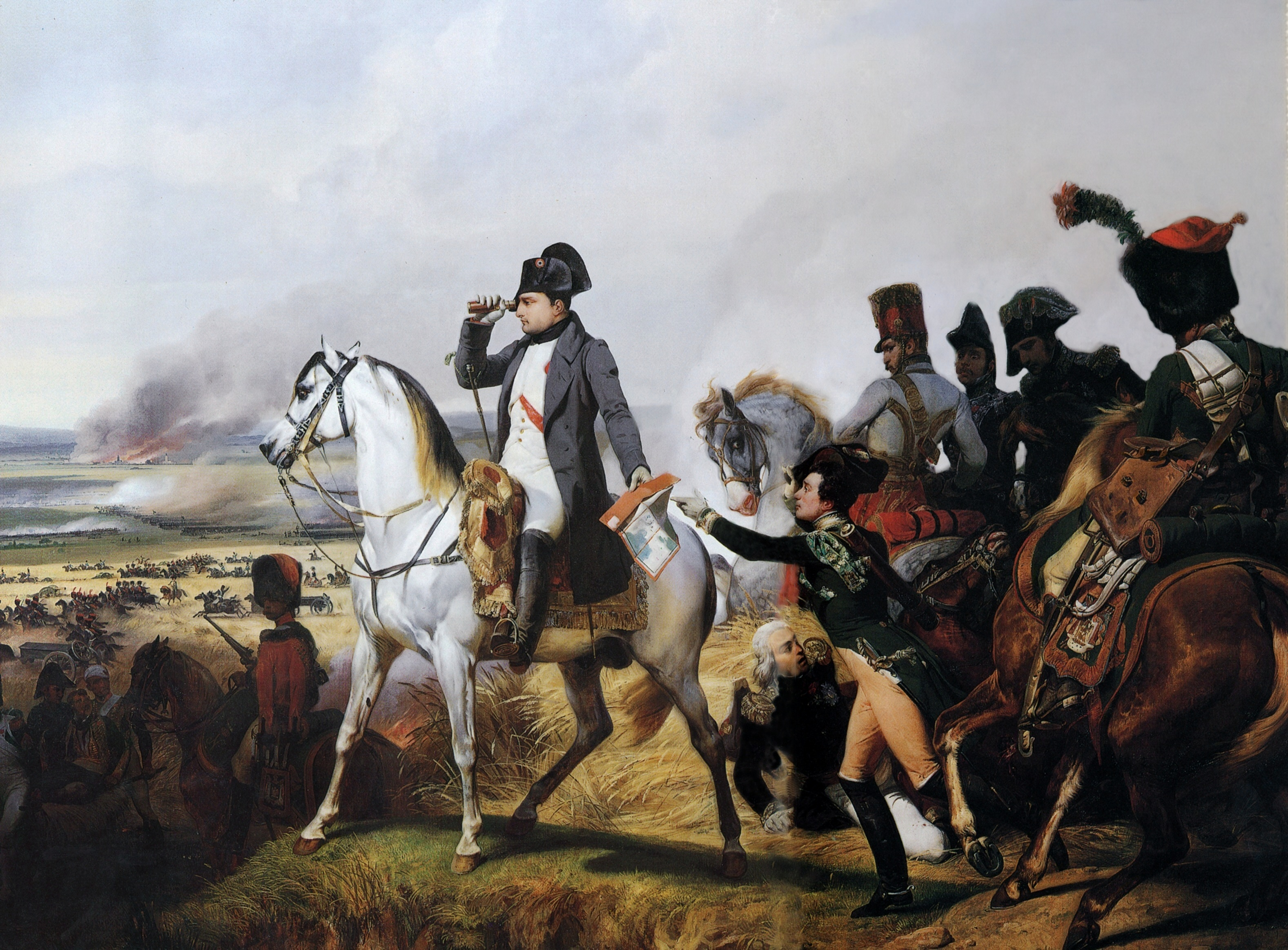
바그람 전투(1809). 뒷쪽에 말에서 떨어진 베시에르가 보인다.

1809년 2차 오스트리아 전쟁에서는 뮈라를 대신하여 예비기병대장을 맡아, 아스페른-에슬링 전투에서 기병대를 지휘했다. 이 전투 직후 나폴레옹으로부터 이스트라 공작 작위를 받았다. 그러나 7월 5일~7월 8일의 바그람 전투에서는 적을 향해 돌격하려는 순간 날아온 포탄에 맞아 부상을 입어서 더 이상 지휘를 계속하지 못했다. 부상을 치료하기 위해 먼저 프랑스로 귀국했던 그는 곧 영국의 왈헤렌 원정대 저지를 목적으로 벨기에 플랑드르로 파견되었다.
1810년, 베시에르는 에스파냐 북부군(Armée du Nord de l'Espagne)사령관으로 임명되어 다시 에스파냐로 파견되었다. 하지만 그는 포르투갈 방면군(Armée du Portugal)사령관 앙드레 마세나 원수와 계속해서 갈등을 빚었고, 1811년 5월 3일 푸엔테스데오뇨로 전투에서는 그와 제대로 협력하지 못하여 웰링턴 공작이 지휘하는 영국군에 패했다.
1812년, 베시에르는 러시아 원정에서 제국근위대를 지휘했다. 하지만 근위기병대는 말과 식량 부족으로 인해 기동에 어려움을 겪었다. 그들은 고로디노 전투에서 황제를 지켰고 베레지나 강으로 퇴각하는 아군을 엄호했지만, 러시아 원정에 투입된 다른 부대와 마찬가지로 심각한 손실을 입었다.

### 죽음

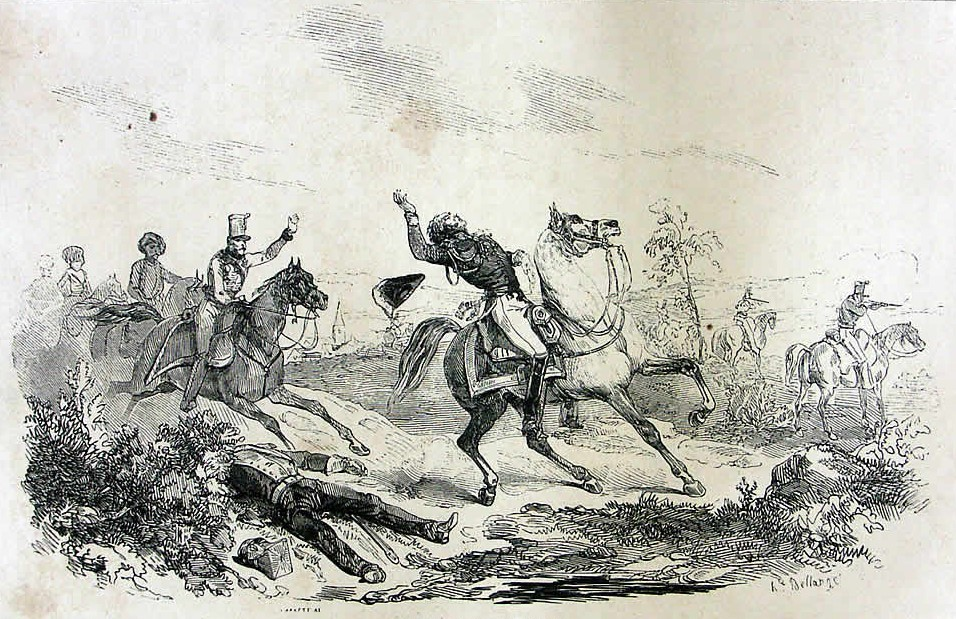
베시에르 원수의 죽음

1813년, 베시에르는 근위기병대를 포함한 전 기병대를 통솔하는 중요한 직위를 맡게 되었다. 그러나 뤼첸 전투가 일어나기 하루 전인 1813년 5월 1일, 리파흐 인근에서 정찰을 나갔던 베시에르는 프로이센군 포병대가 날린 유탄에 맞아 흉부가 짓뭉개진 채 사망했다. 베시에르의 죽음은 근위대뿐만 아니라 전투를 앞둔 나폴레옹에게도 큰 충격을 주었다. 나중에 나폴레옹은 베시에르의 죽음을 두고 이렇게 말했다.
| “ | 그는 바야르처럼 살았고 튀렌처럼 죽었다. | ” |

베시에르의 유해는 5월 3일 파리로 운구되어 앵발리드에 안장되었다. 그의 심장은 따로 보존되어, 현재는 프레사크의 생바르텔레미 성당에 있다.

## 가족관계
베시에르의 동생 베르트랑 베시에르 또한 나폴레옹 전쟁기에 활동했던 장군이었다.
베시에르는 1801년 먼 친척인 마리 잔 라페리에르(Marie Jeanne Lapeyrière)와 결혼했다. 그녀는 조제핀 황후의 말벗이었으며, 나폴레옹의 여동생들과도 친분이 있었다.
- 부인 : 마리 잔 라페리에르(1781~1840), 변호사 장 루이 라페리에르의 딸
  - 아들 : 나폴레옹 베시에르(1802~1856), 정치인

## 참고 문헌
- AMBERT, Joachim (1878). 《Le maréchal Bessières, duc d'Istrie: d'après des documents inédits》. OCLC 422245555.
- BANC, Jean Claude (2013). 《Dictionnaire des maréchaux de Napoléon》. Pygmalion. ISBN 9782756411484.
- HUMBLE, Richard (1973). 《Napoleon's peninsular marshals》. Taplinger Publishing. ISBN 9780800854652.
- PIGEARD, Alain (2004). 《Dictionnaire des batailles de Napoléon : 1796-1815》. Tallandier. ISBN 9782847340730.
- REYNE, Max (1990). 《Les 26 maréchaux de Napoléon》. ISBN 9782908298000.
- VALYNSEELE, Joseph (1957). 《Les maréchaux du Premier Empire : leur famille et leur descendance》. OCLC 865823077.